# جيم ديفين
جيم ديفين (بالإنجليزية: Jim Devine)‏ هو ممرض ونقابي وسياسي بريطاني، ولد في 21 مايو 1953 في المملكة المتحدة. حزبياً، نشط في حزب العمال. وقد انتخب عضو برلمان المملكة المتحدة الـ54 عن دائرة ليفينجستون وقد انضم خلال فترته النيابية ‏ (8 فبراير 2010 – 12 أبريل 2010) للكتلة البرلمانية مستقل وفي 2005 Livingston by-election ‏، انتخب عضو برلمان المملكة المتحدة الـ54 عن دائرة ليفينجستون وقد انضم خلال فترته النيابية ‏ (30 سبتمبر 2005 – 8 فبراير 2010) للكتلة البرلمانية حزب العمال.